# Bataille de Bellavista
Guerre d'indépendance du Chili
(Conquête de Chiloé (es))
Batailles
m
- Agüi (es)
- Carelmapu
- Mocopulli (es)
- Ancud
- Fort Corona
- Pudeto (es)
- Poquillihue
- Bellavista

La bataille de Bellavista, également appelée bataille de los Cerros de Bellavista, est une action militaire qui s'est déroulée le 14 janvier 1826 durant la campagne du général chilien Ramón Freire menée contre les Espagnols de l'armée royaliste (es), avec pour objectif d'incorporer la province de Chiloé au territoire du Chili.

## Déroulement
Le commandant des forces royaliste est le colonel Antonio de Quintanilla (es).
Les meilleures positions espagnoles étaient à Bellavista, près de San Carlos de Chiloé (aujourd'hui Ancud) sur l'île de Chiloé, mais elles ne purent être maintenues et les Espagnols se retirèrent vers Castro, laissant les Chiliens prendre la ville de San Carlos de Chiloé. 
Les forces chiliennes laissent dans la bataille 92 morts et les royalistes environ trois fois plus.